# Medebach

Medebach est une ville de Rhénanie-du-Nord-Westphalie (Allemagne), située dans l'arrondissement du Haut-Sauerland, dans le district d'Arnsberg, dans le Landschaftsverband de Westphalie-Lippe.

## Jumelages
- Locminé (France) depuis 1992